# Hartmut Schröder
Hartmut Schröder (* 19. Juni 1954 in Oberhausen) ist emeritierter Professor für Sprachgebrauch und Therapeutische Kommunikation an der Kulturwissenschaftlichen Fakultät der Europa-Universität Viadrina in Frankfurt (Oder).

## Leben
Hartmut Schröder studierte von 1973 bis 1978 Sozialwissenschaften an der Universität Duisburg. 1979 bis 1980 folgte ein Studium der Russistik an der Ruhr-Universität Bochum sowie anschließend ein Forschungsaufenthalt an der Staatlichen Universität Moskau. Nach dem Promotionsstudium Linguistik an der Universität Bielefeld folgte 1986 dort seine Promotion. Im Jahr 1990 Ernennung zum ordentlichen Universitätsprofessor an der Universität Vaasa und 1994 Ernennung zum Universitätsprofessor an der Europa-Universität Viadrina und Übernahme des Lehrstuhls für Sprachgebrauch und Therapeutische Kommunikation.
Hartmut Schröder war an der Europa-Universität Viadrina an der Gründung von Studiengängen und Instituten beteiligt, u. a. an dem internationalen Masterstudiengang „Medien und Interkulturelle Kommunikation“ am Südosteuropäischen Medienzentrum in Sofia und an dem ersten deutschen Masterstudiengang für „Kulturwissenschaften und Komplementäre Medizin“. An der Steinbeis-Hochschule Berlin hat Hartmut Schröder das Steinbeis-Transfer-Institut für Therapeutische Kommunikation und Integrierte Therapie gegründet.

## Tätigkeitsschwerpunkte
In seiner Forschung hat sich Hartmut Schröder zunächst mit linguistischen Fragen der Fachkommunikation und interkulturellen Kommunikation beschäftigt. Es folgte eine intensive Phase der Beschäftigung mit Tabus und dem Phänomen des Hedgings bzw. der Heckenbildung in sprachlicher Kommunikation. In den letzten Jahren beschäftigt sich Hartmut Schröder insbesondere mit der Begründung einer kulturwissenschaftlichen Neuorientierung der Gesundheitswissenschaften und Medizin (siehe Einzelnachweis) sowie mit theoretischen und praktischen Fragen therapeutischer Kommunikation (siehe Einzelnachweis).

## Veröffentlichungen
- mit Ursula Bock (Hg.): Semiotische Weltmodelle. Mediendiskurse in den Kulturwissenschaften. Festschrift für Eckhard Höfner zum 65. Geburtstag. Reihe: Semiotik der Kultur / Semiotics of Culture, Bd. 8. Münster: LIT-Verlag 2010.
- mit Matthias Rothe (Hg.): Stil, Stilbruch, Tabu. Stilerfahrung nach der Rhetorik. Eine Bilanz. (Semiotik der Kultur – Semiotics of Culture, Band 7). Münster: LIT-Verlag 2008.
- mit Igor Panasiuk (Hg.): Lakunentheorie: Ethnopsycholinguistische Aspekte der Sprach- und Kulturforschung. (Semiotik der Kultur – Semiotics of Culture Band 5). Münster: LIT-Verlag 2006.
- mit Matthias Rothe (Hg.): Körpertabus und Umgehungsstrategien. Berlin: Weidler Verlag 2005.
- mit Matthias Rothe (Hg.): Ritualisierte Tabuverletzungen, Lachkultur und das Karnevaleske. Frankfurt am Main et al.: Verlag Peter Lang 2002.
- mit Raija Markkanen (Hg.): Hedging and Discourse. Approaches to the Analysis of a Pragmatic Phenomenon in Academic Texts. Berlin und New York 1997 (= Research in Text Theory, Vol. 25).
- mit Peder Skyum-Nielsen (Hg.): Rhetorics and Stylistics Today. Frankfurt (Main) et al.: Peter Lang 1994.
- Fachtextpragmatik. Tübingen: Gunter Narr 1993 (= Forum für Fachsprachenforschung, Bd. 19).
- Subject-oriented texts. Languages for special purposes and text theory, Berlin/New York: de Gruyter 1991 (= Research in Text Theory 16).
- Rudolf Virchow und die transkulturellen Gesundheitswissenschaften. In: Rudolf Virchow. Sämtliche Werke. Abt. V – Virchowiana – Materialien und Dokumente. Herausgegeben von Christian Andree. Band V,1: Neue Beiträge zur Virchow-Forschung. Festschrift zum 70. Geburtstag von Christian Andree. Herausgegeben von Ingo Wirth. 2010. S. 1–11.